# .ye
.ye este un domeniu de internet de nivel superior, pentru Yemen (ccTLD).